# Holgate-Gletscher
Der Holgate-Gletscher ist ein etwa 8 km langer vom Harding Icefield gespeister Gletscher an der Ostküste der Kenai-Halbinsel in Alaska. 
Der Gletscher liegt 35 km südwestlich von Seward im Kenai-Fjords-Nationalpark. Der 1,5 km breite Holgate-Gletscher mündet in den Holgate Arm, einer Seitenbucht der Aialik Bay. 
Benannt wurde der Gletscher nach Thomas F. Holgate (1859–1945), der 1904–1906 und 1916–1919 Präsident der Northwestern University war.